# Österå och Hökviken
Österå och Hökviken – miejscowość (tätort) w Szwecji, w regionie administracyjnym (län) Dalarna, w gminie Falun.
Według danych Szwedzkiego Urzędu Statystycznego liczba ludności wyniosła: 291 (31 grudnia 2018) i 282 (31 grudnia 2019).